# Eniu Todorov
Eniu Todorov (Aprilovo, Bulgaria, 22 de febrero de 1943-Sofía, 26 de mayo de 2022) fue un deportista búlgaro especialista en lucha libre olímpica donde llegó a ser subcampeón olímpico en México 1968.

## Carrera deportiva
En los Juegos Olímpicos de 1968 celebrados en México ganó la medalla de plata en lucha libre olímpica estilo peso pluma, tras el luchador japonés Masaaki Kaneko (oro) y por delante del iraní Shamseddin Seyed-Abbasi (bronce).